# Læringsobjekt
Et læringsobjekt er en digital samling af information indenfor et afgrænset delemne, som formidles med henblik på at nå et vidensniveau/læringsmål, på baggrund af veldefinerede forudsætninger.  Sagt med andre ord, så er læringsobjekter medier for læring der har til formål at videreformidle viden i en digital form. 

Udover ovennævnte definition, defineres et læringsobjekt også som den mindste læringsenhed, der kan stå alene og stadig give mening for den lærende.
Termen learning object i betydningen digital læringsenhed blev første gang introduceret af Wayne Hogins i 1994. Læringsobjekter refereres i megen nyere litteratur oftest til som LO's.

## Eksempler
Digitale læringsobjekter kan f.eks. være tutorials som de kendes fra youtube eller Prezi-præsentationer. Connexions er et eksempel på en hel hjemmeside dedikeret til deling og distribution af læringsobjekter. Her forefindes bl.a. både hele og delvise undervisningsforløb, som alle i princippet kan tilgå og bidrage til. Et læringsobjekt behøver altså ikke nødvendigvis være lavet af en underviser til elever. Alle mennesker kan i bund og grund lave et læringsobjekt. 

## Målsætninger for læringsobjekter
For at udnytte det fulde potentiale af læringsobjekter og gøre dem ideelle for online læring er der fire mål, som der bør tages højde for i udviklingen af hvert enkelt læringsobjekt.
- Reuseability: Læringsobjekter skal kunne genbruges på tværs af kontekst og læringssituation. Dette opfyldes ved at opdele læringsindhold i mindst mulige moduler, som dog stadig kan stå alene.
- Interoperability: Rent teknisk skal det være muligt at sammensætte læringsobjekter uanset hvilken udvikler der står bag eller hvilket system der er brugt. Dette opnås ved at bruge gængse, og gerne åbne, teknologier.
- Durability: Læringsobjekter skal være langtidsholdbare forstået på den måde at de skal tilgodese den kommende udvikling i fx præsentationsteknologien. Dette opnås ved at bruge gængse og fremtidssikrede formater og teknologier til at præsentere læringsobjektets indhold.
- Accessibility: Læringsindholdet bør være lettilgængeligt hvad angår tid og sted. Dette mål kan opfyldes ved at gøre læringsobjekter tilgængelige på internettet for alle brugere.

## Metadata
Et springende punkt i forhold til brug af læringsobjekter, er muligheden for at kunne identificere disse ved hjælp af fx søgemaskiner. Dette faciliteres ofte ved at tilskrive et læringsobjekt en række beskrivende metadata.
	De vigtigste metadata der typisk tilskrives et læringsobjekt inkluderer:
1. Formål: det uddannelses- eller læringsmæssige formål med læringsobjektet.
2. Forudsætninger: de forudsætninger den studerende skal have, for at være i stand til at forstå indholdet i læringsobjektet.
3. Emne: emne for læringsobjektet.
4. Interaktivitet: interaktionsmodellen for læringsobjekter.
5. Teknologiske krav: de systemkrav det er påkrævet for at kunne se læringsobjektet.

## Typisk læringsindhold i læringsobjekter
Den følgende liste er eksempler på nogle af de typer af information, der kan være inkluderet i et læringsobjekt og et læringsobjekts metadata:
Generel beskrivende data om kurset: information om sprog, emne, beskrivende tekst og beskrivende emneord.

Indhold om instruktion: tekst, websider, billeder, lyd og video

Ordliste: begreber, definition, akronymer

Quiz og opgaver: spørgsmål og løsninger

Rettigheder: pris, copyright, restriktioner på brug

Relationer til andre kurser: information om andre kurser og kurser der er en forudsætning for nærværende kursus

Uddannelsesniveau: aldersgrupper, typisk lærings- eller gennemførselstid, sværhedsgrad

## Eksterne kilder og henvisninger
1. ↑  Malberg, Anne; ”E-læring og læringsstile”, Dafolæringsobjekt 2003
2. ↑  Hundebøl, Jesper  (m.fl); ”Digitale læremidler – er det noget for dig?”, UNI-C, 2006.
3. ↑  Salas, K., Ellis, L.(2006): "The development and implementation of learning objects in a higher education setting", Interdisciplinary journal of knowledge and learning objects, vol. 2, s. 1-22

- reusability.org Arkiveret 11. april 2011 hos  Wayback Machine
- www.learning-object.net Arkiveret 15. august 2020 hos  Wayback Machine